# Zonsverduistering van 15 juni 763 v.Chr.

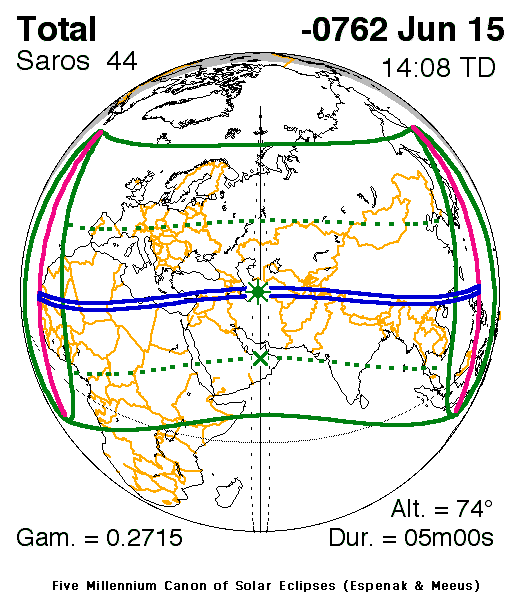
De verduistering van 15 juni 763 v.Chr. (BurSagale)

De totale zonsverduistering van 15 juni 763 v.Chr. is voor de chronologie van Assyrië van groot belang.
Van de Assyrische koning Assur-dan III zijn een aantal eponiemen bekend waarvan er een, die van Bur Sagale of Bur Saggile een zonsverduistering in de maand Siwan vermeldt. Dit is de derde maand van het jaar, die goeddeels met onze maand juni overeenkomt. Rawlinson was de eerste die daar de grote betekenis van onderkende: het geeft namelijk een absoluut ijkpunt voor de hele Assyrische eponiemencanon die aan de jaren van drie eeuwen jaarnamen toekent terug tot 911 v.Chr. De verduistering van 15 juni 763 v.Chr. is de enige in dit tijdvak die én in juni plaatsvond én in Assyrië bijna totaal was.
Het pad van de verduistering liep over Cyprus en volgde daarna ongeveer de huidige Syrisch-Turkse grens en het noorden van Irak. In Assur zal de verduistering 98% geweest zijn. De verduistering behoorde tot saros 44.